# Austin Mahone
Austin Mahone (San Antonio, Texas, 4 d'abril de 1996) és un cantant i compositor nord-americà conegut per publicar versions de cançons a Youtube.

## Discografia
- Dirty Work – The Album (2017)

### Extended Plays (EPs)
- Extended Play (2013)
- The Secret (2014)
- Oxygen (2018)

### Mixtapes
- This Is Not The Album (2015)
- ForMe+You (2016)